# 奧利弗·澤里尼卡
奧利弗·澤里尼卡（Oliver Zelenika，1993年5月14日—）是克羅地亞的一位足球運動員。在場上司職守門員。他現在效力於克羅地亞足球乙級聯賽球隊華拉薩甸足球會。他也曾代表克羅地青年國家足球隊參加比賽。現在他則代表克羅地亞國家足球隊參賽。

## 外部連結
- 奧利弗·澤里尼卡克羅埃西亞足球總會網站（英語）